# Херсонський тролейбус
Херсóнський тролéйбус — тролейбусна система, один із видів громадського транспорту в Херсоні.

### Чинні маршрути тролейбусів на 19 Серпня 2024 року
| №    | Маршрут                                | Траса | Протяжність маршруту, км |
| ---- | -------------------------------------- | --- | ------------------------ |
| 8    | вул. Полтавська— ПЛ.Дубинди»           | вул. Полтавська — вул. Стрітенська— Миколаївське шосе — Козацький провулок —вул. І. Кулика — вул. Залаегерсег — пл.Дубинди                                                                         | 8.9                      |
| 9-У  | МКР Шуменський — Проспект Незалежності | пл. Білозерська— проспект Святих Кирилла и Мефодія — вул. Лавренева — вул.І. Богуна — вул. Нафтовиків— Миколаївське шосе — Козацький провулок — проспект Незалежності                              | 10.4                     |
| 12   | МКР Таврійський — Пл.Дубинди»          | вул. Покришева — вул. 49 Гвардійської дивізії— проспект 200-річчя Херсона — вул. Полковника Кедровського — Миколаївське шосе— Козацький провулок — вул. І. Кулика — вул. Залаегерсег — пл. Дубинди | 12.5                     |
| 11-У | МКР Північний — Проспект Незалежності» | Північне селище -вул.Дж. Говарда-проспект 200-річчя Херсону-вул. Полковника Кедровського -Миколаївське шосе-Проспект Незалежності                                                                  | 10.1                     |
| 4-У  | Житлоселище— Залізничний Вокзал »      | Житлоселище-вул.Комкова-вул. Олександріївська-провулок Гетьманський-Проспект Незалежності-Залізничний Вокзал                                                                                       | 4.2                      |

## Загальна інформація
Для Херсона тролейбус — найбільш екологічний вид транспорту, хоча останнім часом все більше починає ставати транспортом малозабезпечених громадян і пільговиків. Особливо цьому сприяє відсутність активного втручання влади — хронічне недофінансування та зменшення кількості тролейбусів на маршрутах, катастрофічно ранній заїзд в депо. На розірвання цього «мертвого кола» уже ледь-ледь догоряє надія більшості городян, які мріють про розвиток електротранспорту в місті.
Щодня на лініях працює 30—40 тролейбусів, за наявності 82 машин в інвентарному списку тролейбусного депо міста (з яких багато наразі не працює).
Державне комунальне підприємство «Херсонелектротранс» засноване як Херсонське тролейбусне управління згідно з рішенням Херсонської міської ради депутатів від 02.06.1960 № 787, підписаного головою виконкому Даниловим Л. В. та секретарем виконкому Однаждової Л. Вирішальний внесок в створення ХТУ вніс Данилов Л. В., що особисто займався вирішенням питань в Раді Міністрів СРСР, забезпеченням матеріальних фондів і пошуком підготовлених кадрів. Перший начальник ХТУ — Зайцев І. Н., головний інженер — Васюк С. А., начальник служби руху — Комов І. С.
Рішенням виконавчого комітету Херсонської міської ради депутатів від 27 травня 1996 року № 628 Херсонське тролейбусне управління (ХТУ) було перейменоване на Державне комунальне підприємство «Херсонелектротранс». Це єдине транспортне підприємство в Херсоні, яке перевозить всі пільгові категорії пасажирів і від його роботи багато в чому залежить соціальний стан міста.
Тролейбусне депо Херсона обслуговує всі міські тролейбусні маршрути. Біля депо пролягає трооейбусний маршрут № 1 «Залізничний вокзал — 3-тя фабрика ХБК». Нині на балансі підприємства наступні типи тролейбусів: ЗіУ-682, ЗіУ-683В01, ЮМЗ Т2, ЛАЗ E183D1, Богдан Т70117, Škoda 14Tr10/6.

## Історія
| Роки | Хронологічні відомості |
| --- | --- |
| 1960 | 10 червня 1960 року в Херсоні почав свій перший робочий день тролейбус МТБ-82Д. Він курсував за єдиним тоді маршрутом від Залізничного вокзалу до вулиці Хороводної. На маршруті працювало всього 6 тролейбусів, а протяжність першого маршруту становила близько 7 км. 13 грудня відбувся пробний виїзд тролейбуса на нову лінію, яка простяглася Перекопською вулицею від вулиці Хороводної до Бавовняного комбінату (ХБК). |
| 1962 | 11 серпня відбулося урочисте офіційне відкриття тролейбусного маршруту № 2 «Залізничний Вокзал— Кузні». П'ять тролейбусів вийшли на нову лінію. Парк поповнився трьома машинами марки ЗіУ-5 (№ 23, 24, 25)— комфортабельними, технічно досконалими, подібних яким не було в жодній країні Європи. |
| 1963 | Весною 1963 року Відбулося урочисте офіційне відкриття тролейбусного маршруту № 3 «ХБК—Гідропарк» |
| 1963 | 11 листопада 1963 року Відбулося урочисте офіційне відкриття тролейбусного маршруту № 4 «Гідропарк—Житлоселище—через Центр» |
| 1964 | До дня будівельника, 9 серпня, херсонці отримали чудовий подарунок— реконструйовану вулицю Комунарів. Новий тролейбусний маршрут №5 пов'язав Херсонський річковий порт зі східними районами міста |
| 1966—1967 | У січні відкритий маршрут №6, що зв'язав Житлоселище із Суднобудівним заводом. Херсонські корабели відтепер отримали можливість дістватися на роботу прямим маршрутом;— швидко і зручно. Кількість тролейбусів в депо досягла 87 машин. Тролейбуси марки ЛАЗ 695Т надходили з Одеси. За 6 років роботи освоєні маршрути №2, №3, №4, №5 і №6. |
| У грудні 1967 року був відкритий маршрут №7— «Гідропарк»—«Житлоселище» (через Забалку), в депо налічувалося 110 тролейбусів. | |
| 30 травня 1973 року був відкритий Тролейбусний Маршрут №8 зі сполученням [Нафтобаза—ХБК] | |
| 1976 | 19 січня, о 06:00 ранку, почалися регулярні рейси на тролейбусному маршруті №9: «Шуменський мікрорайон— Одеська площа». Чотирнадцять комфортабельних тролейбусів ЗіУ-9 на новий маршрут повели передові водії Херсонського тролейбусного управління Дерова П., Клепіков І., Баклан А., Подорогин С., Кривополов М., Коршунова К. та інші. |
| 11 травня 1977 року був відкритий Тролейбусний Маршрут №10 зі сполученням [ХБК—Салют] | |
| 1979 був відкритий новий тролейбусний маршрут №11,який поєднав МКр Північний з річковим Портом,цікавий факт полягає в тому що цей маршрут проходив позаду Центрального ринку,далі маршрут прямував через верхню Забалку,через Панкратовський міст,й далі їхав через площу Перемоги,звертав на проспект Сенявіна,й далі по вул. Некрасова до Залізничної Лікарні. | |
| 1984 | В Херсоні відкритий тролейбусний маршрут №12 «Таврійський житловий масив — 3-я фабрика ХБК», що значно поліпшило пасажирське обслуговування, перш за все текстильників та комбайнобудівників, що проживали в новому мікрорайоні. У підготовці тролейбусної лінії маршруту №12 брали участь десятки підприємств і організацій обласного центру. |
| 1985 | В Херсоні діють 12 тролейбусних маршрутів. На балансі тролейбусного парку за всю його історію перебувала максимальна кількість машин — 156. |
| 1988 | У Херсоні був перейнятий передовий досвід киян і успішно впроваджені тролейбусні поїзди із двох тролейбусів ЗіУ-9 з'єднаних за системою Володимира Веклича. 8 червня на маршруті № 12 від ХБК до мікрорайону Таврійський був здійснений пробний рейс тролейбусного поїзда № 361+362. Пізніше було зібрано ще 9 поїздів, які працювали на маршрутах № 1 та 12. Вони мали паркові номери 377+376, 382+383, 388+387, 394+395, 396+397, 398+399, 404+405, 406+407, 413+414. За кресленнями киян у 1981 році в Алма-Аті система Володимира Веклича була адаптована під тролейбуси ЗіУ-9. Після успішних іспитів системи Ленінградським заводом по ремонту міського електротранспорту була розроблена робоча документація з подальшим впровадженням поїздів у понад 20 містах колишнього СРСР. На заводі вироблявся зчіпний пристрій і херсонські водії їздили до Санкт-Петербургу стажуватися. |
| 1990 | До відзначення 30-річчя тролейбусної системи Херсонське тролейбусне управління стало багатогалузевим, технічно оснащеним підприємством. Контактна мережа херсонського тролейбуса склала 117,3 км, на якій працювало 167 машин марки ЗіУ-682. 13 маршрутів сполучили всі основні мікрорайони та житлові масиви міста. Міськвиконком виділив 10 га землі в районі Миколаївського шосе, біля видавництва «Наддніпрянська правда», під спорудження нового тролейбусного депо на 200 машин. |
| 1993 | У березні відкрито музей Херсонського толейбусного управління. На стендах відображалися всі періоди розвитку підприємства. Співробітник підприємства Домущей В. І. створив макети тролейбусів від першого МТБ-82Д до ЗіУ-682 території підприємства нового 2-го депо, будівництво якого почалося, але припинилося через відсутність фінансування. В музеї зберігаються численні кубки футбольної команди, грамоти, вимпели, подарунки… |
| 1995 | Колектив тролейбусного управління відзначив 35-ту річницю херсонського тролейбуса. У Херсоні діють 15 тролейбусних маршрутів. Останній, маршрут № 15, сполучив район ХБК з Шуменським мікрорайоном. Щодня на міські лінії виходять до 100-105 тролейбусів. За 35 років перевезено понад 1 млрд 700 млн пасажирів. Не припинялося і будівництво другого депо у районі Північного селища. Його першу чергу передбачалося ввести в дію в кінці року, а другу — наприкінці 1996 року. |
| 1996 | Рішенням виконавчого комітету Херсонської міської ради депутатів від 27 травня 1996 року № 628 Херсонське тролейбусне управління (ХТУ) було перейменоване в Державне комунальне підприємство «Херсонелектротранс». |
| 2000 | Починається процес стагнації. Кількість машин в тролейбусному парку скоротилась до 104 одиниць, на маршрути виходило 75 машин. |
| 2002 | Початок року порадував херсонців появою нових тролейбусів моделі ЮМЗ Т2. У місто надійшло 10 машин побудованих на Південному машинобудівному заводі (м. Дніпро). Всі тролейбуси працюють на маршруті № 1: «Залізничний вокзал — ХБК». Вони отримали паркові № 471—480. У місті 91 тролейбус, проте на лінії виїжджають далеко не всі. Кількість маршрутів знизилася до восьми. Вартість проїзду в тролейбусі становила 40 коп. |
| 2004 | До Херсона надійшла чергова партія дніпровських тролейбусів ЮМЗ Т2. 24 березня парк оновився двома новими машинами, а через декілька днів надійшли ще 4 тролейбуси. На правому борту між передніми та середніми дверима всіх нових машин був зроблений напис: «Місту Херсону від Президента Україні» (між задніми та середніми дверима), «На честь 60-річчя Херсонської області». |
| 2005 | На лінії міста працюють 81 машини, у тролейбусному парку продовжується скорочення машин до 98 одиниць. |
| 2008 | Почалося будівництво лінії Херсон — Олешки, проте через фінансову кризу роботи було призупинено. У лютому 2008 року надійшли перші в місті тролейбуси ЛАЗ E183D1 (№ 489, 490). |
| 2013 | З 1 травня встановлені нові тарифи: вартість однієї поїздки — 1,25 грн; вартість місячних проїзних квитків: для учнів загальноосвітніх шкіл — 30 грн; для студентів денних відділень — 38 грн; для громадян, підприємств та організацій — 100 грн. |
| 2015 | 19 березня надійшли два вживаних тролейбуси ЮМЗ Т2 2003 року виробництва з Києва. 17 червня тролейбуси вийшли на маршрут № 1 (№№ 491 та 492). |
| 2016 | 26 березня тролейбуси не вийшли на лінії, через страйк водіїв, спричиненому багатомісячній заборгованістю невиплати заробітньої плати. 25 липня затверджена у новій редакції мережа тролейбусних маршрутів Херсона. У грудні міська влада мала намір підвищити вартість проїзду в тролейбусах до 2 гривень з 1 січня 2017 року. Ціна проїзних квитків повинна була подорожчати для студентів денних відділень (з 38 гривень до 45 гривень), для громадян, підприємств і організацій (з 100 гривень до 120 гривень), а вартість місячних проїзних квитків для школярів залишитися незмінною — 30 гривень, проте підвищення вартості проїзду було відтерміновано на початок 2017 року. Станом на грудень — на балансі тролейбусного парку перебувало 82 машини, з них 41 машина — в робочому стані. В робочі дні на лініях працювали — 35 машин, у вихідні — 32. |
| 2017 | На підставі рішення виконкому Херсонської міської ради № 39 від 31 січня 2017 року з 13 лютого проїзд в херсонських тролейбусах складає 2,50 грн. Подорожчали і місячні проїзні квитки: - для школярів — 45 грн; - для студентів денних відділень — 60 грн; - для громадян і підприємств/організацій — 120 грн. З 1 березня у Херсоні почав функціонувати електронний сервіс оплати проїзду. У кожному тролейбусі наклеєно по п'ять наліпок з QR-кодом, за яким кожен бажаючий пасажир за допомогою свого смартфона зможе відсканувати його і таким чином зробити оплату проїзду. З 3 квітня збільшився випуск у будні дні на маршруті № 1 з 11 до 12 машин, а на маршруті № 8 випуск зменшився з 6 до 5 машин. З 4 квітня у тролейбусах є можливість сплатити проїзд за допомогою банківської карти через POS-термінал, який є в наявності у кожного кондуктора тролейбуса. |
| 2018 | 14 вересня встановлений пам'ятник «Тролейбус-трудяга» (колишній лінійний тролейбус ЗіУ-682 № 421), на честь 240-ї річниці заснування Херсона. |
| 2019 | 30 січня надійшли два нових тролейбуси Богдан Т70117 (№ 497, 498), а 3 лютого — наступні два (№ 499, 500). 6 лютого, після презентації, тролейбуси вийшли на маршрут № 1. |
| 2024 | 8 липня відбулося відкриття у Херсоні,нового тролейбусного маршруту №4-У,зі сполученням «Житлоселище—Залізничний вокзал»; Вперше за всю історію МКП «Херсонелектротранс» за власні кошти підприємства придбані два вживаних тролейбуси Škoda 14Tr10/6, які раніше експлуатувалися у Братиславі (Словаччина). 22 березня надійшов перший тролейбус Škoda 14Tr10/6 (№ 501), 29 березня надійшов другий тролейбус Škoda 14Tr10/6 (№ 502). |
| 2022 | Під час боїв за місто та окупації тролейбуси працювали до 9 листопада. Через відсутність напруги 9 листопада тролейбусний рух було призупинено. |
| 2023 | 3 січня російські окупанти обстріляли тролейбусне депо, під час якого знищено один тролейбус, а в інших пошкоджені вікна. 11 квітня було відновлено рух тролейбусів за маршрутами № 8, 9 та 12. Проїзд безкоштовний. 28 червня затверджені нові проєкти розвитку тролейбусної інфраструктури до 2033 року після завершення російсько-української війни та з початком відбудови міст та сіл України. За даними проектом планується відкрити нові тролейбусні маршрути,які поєднають райони міста з пригородами Херсону. 19 вересня, о 09:35, російські окупанти обстріляли Корабельний район Херсона. Через ворожу атаку загинули двоє осіб та пошкоджений тролейбус Škoda 14Tr (№ 501), що рухався вулицею Нафтовиків за маршрутом № 9. 26 жовтня, під час чергової сесії, депутати Миколаївської міської ради ухвалили рішення про передачу чотирьох тролейбусів, що перебували на балансі КП «Миколаївелектротрансу» до МКП «Херсонелектротранс», яке суттєво постраждало внаслідок обстрілів від російських окупантів. |

## Маршрути

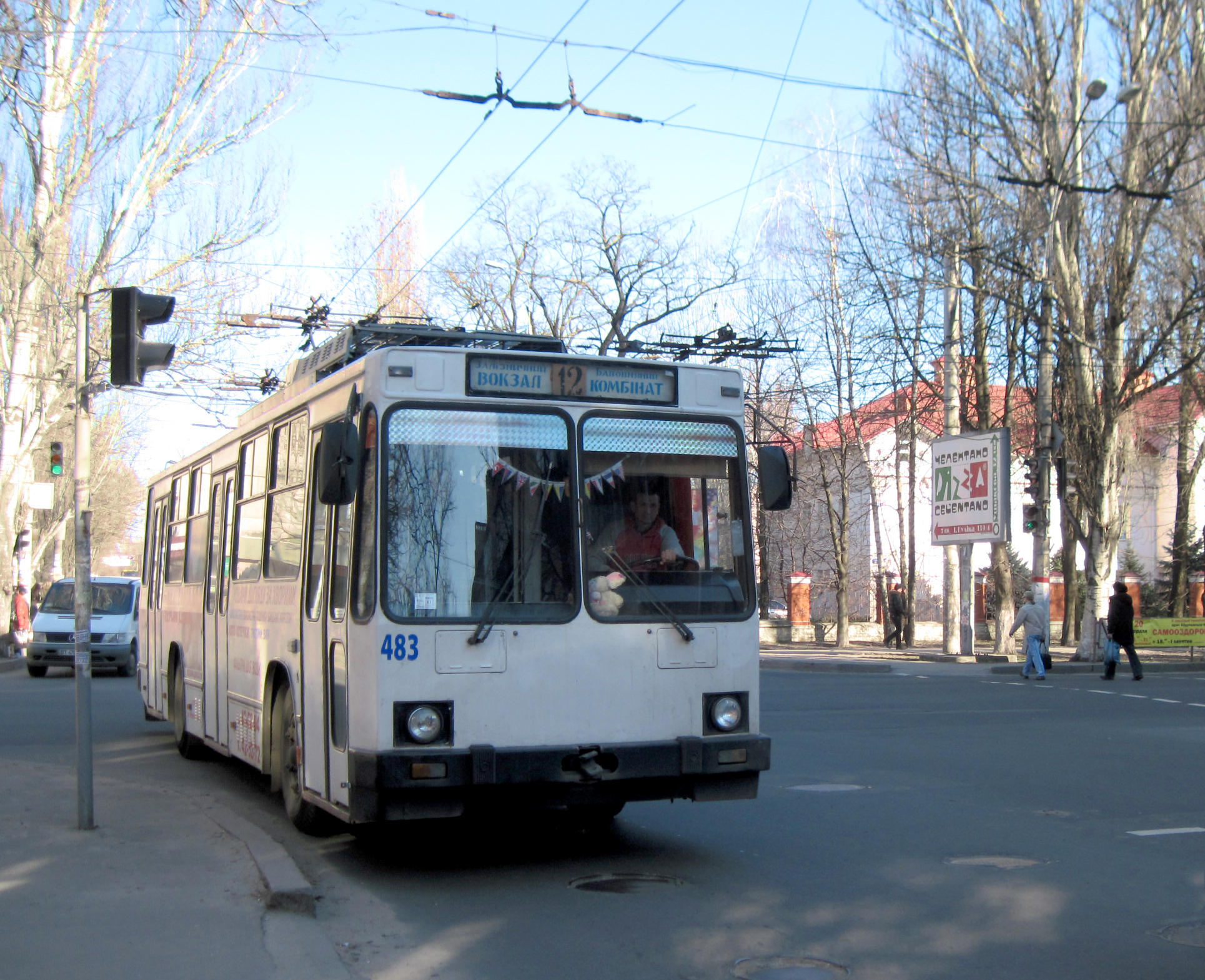
Тролейбус ЮМЗ Т2 маршруту № 12 «ХБК — Таврійський мікрорайон» на перетині просп. Ушакова та вул. Ілюші Кулика

25 липня 2016 року виконком Херсонської міської ради затвердив мережу діючіх тролейбусних маршрутів у новій редакції:
| №                  | Початковий пункт              | Кінцевий пункт           | Примітки                         |
| Діючі маршрути     | Діючі маршрути                | Діючі маршрути           | Діючі маршрути                   |
| ------------------ | ----------------------------- | ------------------------ | -------------------------------- |
| 11-У               | «МКР Північний»               | «Проспект Незалежності»] |                                  |
| 4-У                | «Житлоселище»                 | «Залізничний Вокзал»]    |                                  |
| 8                  | «Вул. Полтавська»             | «Пл.Дубинди»             |                                  |
| 9-У                | «Шуменський мікрорайон»       | «Проспект Незалежності»  |                                  |
| 12                 | «МКР Таврійський»             | «Пл. Дубинди»            |                                  |
| Скасовані маршрути |                               |                          |                                  |
| 1                  | Залізничний вокзал            | Вулиця Хороводна         |                                  |
| 2                  | Залізничний вокзал            | Кузні                    | Перша черга                      |
| 2                  | Залізничний вокзал            | Річковий порт            | Друга черга                      |
| 3                  | Гідропарк                     | ХБК                      |                                  |
| 5                  | «Річковий порт»               | «ХБК»                    | Перша черга                      |
| 5                  | «Річпорт»                     | Кінотеатр «Салют»        | Друга черга                      |
| 6                  | «Суднобудівний завод»         | «Житлоселище»            |                                  |
| 6                  | «Мкр Таврійський»             | «Проспект Ушакова»       |                                  |
| 7                  | «Гідропарк»                   | «Житлоселище»            | Через Забалку                    |
| 8                  | ХБК                           | Пл. Перемоги             | Перша черга                      |
| 9                  | Річковий порт                 | Площа Перемоги           | 1-ша черга                       |
| 10                 | ХБК                           | Кінотеатр «Салют»        |                                  |
| 11                 | Північне селище               | Площа Перемоги           | Перша черга                      |
| 12                 | ХБК                           | Мкр Таврійський          | Перша черга, до вулиці Покришева |
| 13                 | Залізничний вокзал            | Житловий масив «Корабел» |                                  |
| 14                 | Шуменський мікрорайон         | Проспект Ушакова         |                                  |
| 15                 | Шуменський мікрорайон         | ХБК                      |                                  |
| 16                 | Залізничний вокзал            | Річпорт(м.Олешки)        |                                  |
| 17                 | Херсонський Аеропорт          | Річпорт                  |                                  |
| 18                 | Південно-Промисловий Комплекс | Пл. Білозерська          |                                  |
| 19                 | Смт. Зеленівка                | Річпорт                  |                                  |

## Рухомий склад
| Перелік рухомого складу      |      |                                                      |                        |                   |                    |                              |                                                  |                                                                           |
| Тип моделі                   | Фото | Виробник                                             | Роки випуску           | Роки експлуатації | Загальна кількість | Кількість станом на 2024 рік | Бортові номери                                   | Примітки                                                                  |
| ЗіУ-682 (і його модифікації) |      | Завод ім. Урицького (м. Енгельс)                     | 1972                   | 1972 — понині     | 274                | 6                            | 357, 394, 400, 408, 425, 429, 435, 446, 447, 462 | 421 (пам'ятник, до 09.2017 — лінійний)                                    |
| ЗіУ-683В01                   |      | Завод ім. Урицького (м. Енгельс)                     | 1992—1994              | 1992 — 2024       | 17                 | 0                            | 453, 457, 458, 460, 466                          |                                                                           |
| ЮМЗ Т2                       |      | Південний машинобудівний завод (м. Дніпро)           | 2001, 2003, 2004, 2006 | 2002 — понині     | 19                 | 17                           | 471—488, 491, 492                                | 472 - повністю знищений через обстріл депо росіянами                      |
| ЛАЗ E183D1                   |      | ЛАЗ (м. Львів)                                       | 2008                   | 2008 — понині     | 2                  | 2                            | 489, 490                                         |                                                                           |
| Богдан Т70117                |      | Автоскладальний завод № 1 (Богдан Моторс) (м. Луцьк) | 2017                   | 2017 — понині     | 4                  | 4                            | 493—500                                          | 497-500 - Обладнані акумуляторами для можливості автономного ходу до 3 км |
| Škoda 14Tr10/6               |      | Škoda-Ostrov (Чехія)                                 | 1991                   | 2019 — понині     | 2                  | 2                            | 501, 502                                         | До 22.03.2019 — Братислава, № 6295, до 29.03.2019 — Братислава, № 6302    |
|                              |      |                                                      |                        |                   | Всього:            | 33                           |                                                  |                                                                           |

## Енергогосподарство
Живлення мережі забезпечують 11 тягових підстанцій.

## Експлуатуюче підприємство
Міське комунальне підприємство «Херсонелектротранс» (МКП «Херсонелектротранс»),
адреса: 73036, Херсон, вулиця Залаегерсег, 12.

## Цікаві факти
- По вулиці Дж.Говарда(колиш. Некрасова), від проспекту 200 років Херсона до проспекту Сенявіна досі знаходяться «залишки» демонтованої ділянки маршруту №11, що до початку 2000-х років проходив цією вулицею.
- Також перша черга тролейбусу №1 (Залізничний Вокзал -вул Хороводна(нині Ладичука)) по вулиці Ладичука раніше їздив тролейбус №1, протяжність маршруту складала 6,8 кілометрів. Кінцева зупинка цього маршруту була аж за Хлібозаводом,там досі є кінцевий розворотний круг. Звісно коли добудували другу чергу маршруту,та тролейбус перенаправили по вул. Перекопській до Хлопчатобумажного комбінату,то контактну мережу та тролейбусні опори прибрали з першої черги. Тепер на згадку залишити розширену дорогу,в нагадування що колись там ходив тролейбус;

## Нереалізовані проекти
Згідно з Генеральним планом Херсона, затвердженим у липні 1981 року, після закінчення будівництва Цюрупинського пішохідно-автомобільного мосту через нього мали пустити тролейбусну лінію з Херсона до Голої Пристані.
2008 року почалося будівництво лінії Херсон — Олешки. Планувалося, що цей маршрут отримає № 16 «Херсонський залізничний вокзал — Річковий порт Цюрупинська». Довжина лінії мала скласти 22,5 км, планувалося спорудити 7 зупинок у Олешках і 10 — у Херсоні. За проектом, для експлуатації тролейбусної лінії планувалося використовувати 10 машин ЛАЗ E183D1. Будівництво призупинено через економічну кризу.